# Juin 2009

## Faits marquants

### 1erjuin
- Brésil/France : disparition du vol 447 Air France qui reliait Rio de Janeiro à l'aéroport de Paris-Charles-de-Gaulle avec 228 personnes à son bord.
- En France, mise en place du Revenu de solidarité active (RSA) à la place du Revenu minimum d'insertion (RMI).

### 6 juin
- Yoko Ono a reçu le Lion d'or de la Biennale d'art contemporain de Venise pour l'ensemble de son œuvre.
- Svetlana Kuznetsova remporte le tournoi de Roland-Garros chez les femmes.
- L'USA Perpignan devient Champion de France de rugby pour la septième fois de son histoire en s'imposant devant l'ASM Clermont-Auvergne sur le score de 22 à 13.
- Sortie de l'album "I Gotta Feeling" des Black Eyed Peas.

### 7 juin
- Le Parti populaire européen remporte les élections européennes
- Saad Hariri et son Alliance du 14-Mars remportent les élections législatives au Liban
- Roger Federer remporte le tournoi de Roland-Garros chez les hommes.
- Catch : Extreme Rules (2009)

### 9 juin
- Concert d'AC/DC devant 49 000 spectateurs au stade Vélodrome de Marseille, pour la tournée de Black Ice.

### 12 juin
- Concert d'AC/DC devant 78 000 spectateurs au stade de France de Paris, pour la tournée de Black Ice.

### 13 juin
- Début du Tour de Suisse 2009

### 17 juin
- Barack Obama tue une mouche en pleine interview[1]

### 19 juin
- L'armée pakistanaise lance la première phase de son Opération Rah-e-Nijat dans le Waziristan du Sud visant à déloger les combattants islamistes basés dans cette zone.

- Âgé de 113 ans et 13 jours, le guerrier britannique Henry Allingham devient l'homme le plus âgé au monde à la suite de la mort de Tomoji Tanabe.

### 20 juin
- Inauguration du plus grand cadran solaire au monde dont les lignes horaires sont tracées sur la voûte du barrage de Castillon (Alpes-de-Haute-Provence). Il couvre une surface d'environ 13 000 mètres carrés.

### 25 juin
- Michael Jackson décède à l'âge de 50 ans à Los Angeles.
- Farrah Fawcett décède à l'âge de 62 ans à Santa Monica, Californie.
- Création de l'émission Stoked : Ça va surfer !.

### 26 juin
- Présentation de l'avion solaire HB-SIA (Solar Impulse) à Dübendorf en Suisse.

### 28 juin
- Élection présidentielle en Guinée-Bissau (1er tour).

 Sport 
- Catch : The Bash (2009)

### 30 juin
- Fin de la présidence tchèque et début de celle de la Suède du Conseil européen.
- Début de la tournée 360° du groupe de musique rock U2.
- Crash d'un Airbus A310 au large des Comores dans la nuit de lundi à mardi.
- Ouverture de la 30e édition du Festival international de jazz de Montréal avec un concert de Stevie Wonder.